# Kuta (samhälle i Montenegro)
Kuta är ett samhälle i Montenegro. Det ligger i den centrala delen av landet. Kuta ligger 855 meter över havet och antalet invånare är 950.
Terrängen runt Kuta är huvudsakligen kuperad, men åt sydost är den bergig. Kuta ligger nere i en dal. Närmaste större samhälle är Nikšić, 14,7 km väster om Kuta. Omgivningarna runt Kuta är en mosaik av jordbruksmark och naturlig växtlighet. Nära Kuta finns flera dagbrott.